# Chachacha

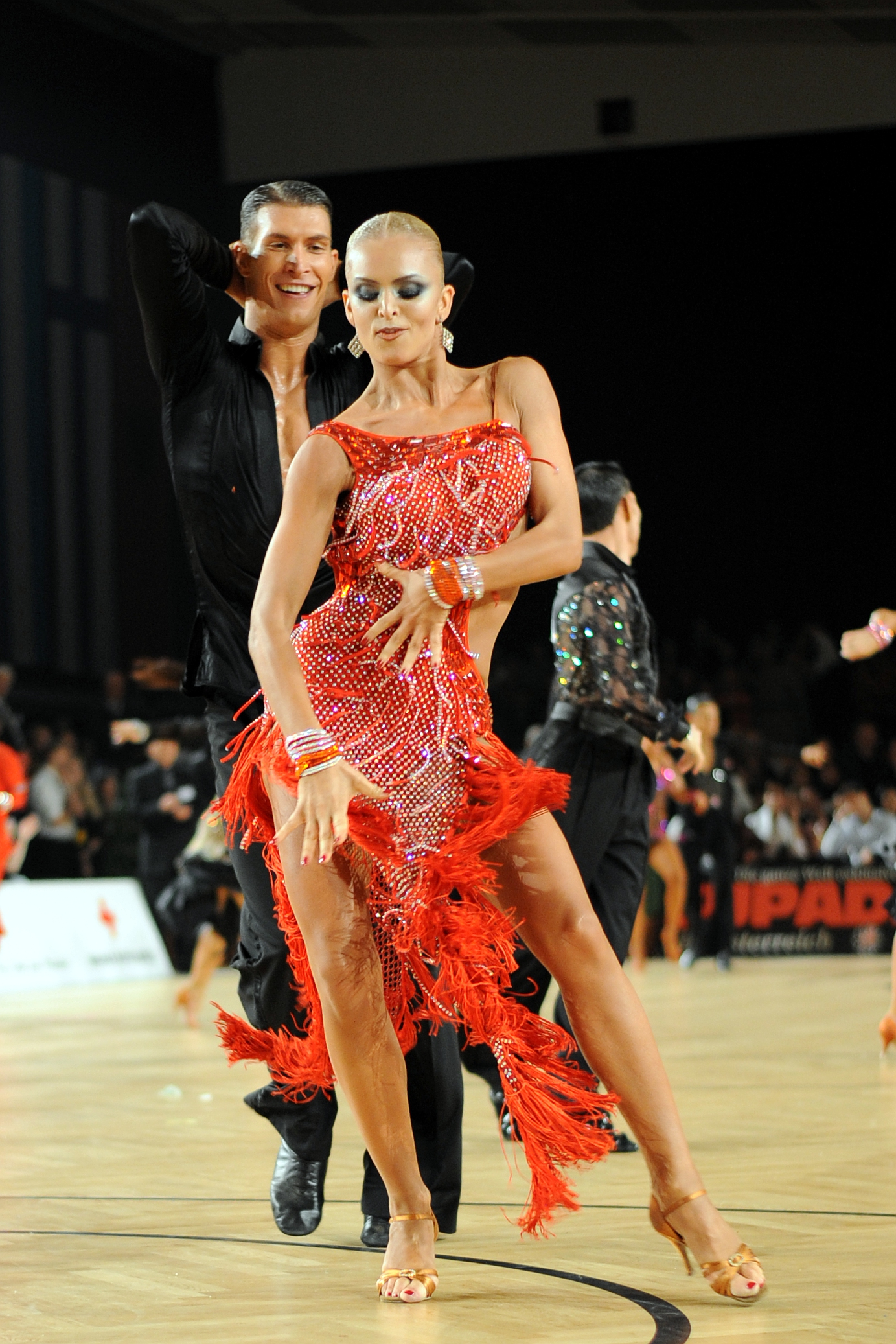
Chachacha-dansers

De chachacha is een dans die is ontstaan in Cuba en in het begin van de jaren 50 opdook in de nachtclubs van de Verenigde Staten. De Amerikanen - in tegenstelling tot de Europeanen - dansten reeds de mambo die de directe voorvader van de chachacha is.

## Geschiedenis
In het begin van de jaren vijftig begonnen meerdere Cubaanse componisten de Danzón te spelen met een licht gewijzigd ritme. Enrique Jorrín, componist, violist en directeur van het Cubaanse dansorkest 'América' uit Havana creëerde een eenvoudig te dansen versie door de gezongen melodie en de gespeelde muziek iets van elkaar los te koppelen. Hij maakte van de vierde tel een gesyncopeerde tel, waardoor het klonk als een slow-mambo. Maar de gezongen melodie doet dat niet.
Het eerste deel van zijn 'La engañadora' uit 1951 wordt algemeen beschouwd als de voorvader van de chachacha. (Het tweede deel is mambo). De chachacha werd eerst ook wel neodanzón en triple-mambo genoemd. Later werd de uitvoering iets aangepast tot de huidige dans ontstond: de chachacha, genoemd naar het geluid dat de zij-sluit-zij-pasjes in het basisfiguur maken op de vloer.
De dans werd in het Europese wedstrijdcircuit in 1953 geïntroduceerd door de beroemde Franse danser Pierre Jean Phillip Zurcher Margolie ('Monsieur Pierre') die in Londen een dansschool had.
Nadat zijn vader Nico Gomez deze muziek jarenlang speelde met zijn dansorkest, bezong/eerde Raymond van het Groenewoud in 1981 deze dans in Chachacha.

## Danswijze
De chachacha heeft een vierkwartsmaat maar met een gesyncopeerd ritme: de vierde tel is gesplitst in twee delen. Die twee samen vormen slechts één kwartmaat. Dit zijn de eerste twee cha's van de chachacha. Dit wordt geteld als '4-en'. In plaats van de basispas van de mambo "voor-terug-zij" is hier een "voor-terug-zij-sluit-zij" ritme (geteld als: 2-3-4-en-1).
Belangrijk bij deze dans is het strekken van de benen na het zij-sluit-zij waarbij de strekkende houding op de laatste zijwaartse stap ligt. Bij de voorwaartse en achterwaartse passen is het belangrijk dat het gewicht van de ene voet naar de andere voet wordt verplaatst en de voet bij het naar voren en achteren gaan iets naar buiten wordt gedraaid zodat de heup ook naar buiten wordt gedraaid en de heupactie ontstaat die zeer kenmerkend is voor de dans. De voorwaartse en achterwaartse passen moeten "ball-flat" worden gedanst. Bij de chachacha houdt de danser(es) met de voeten zo veel mogelijk contact met de vloer.
Er zijn veel variaties en stijlen mogelijk. De meest voorkomende stijl is de losse stijl waarbij niet in danshouding wordt gedanst. Enkele variaties zijn hand to hand, new yorker, alamana, rope spin, hip twist, outside step en turkish towel.
De muziek waarop de chachacha gedanst wordt, heeft een vierkwarts-maat en kent een snelheid die standaard 30 tot 34 maten per minuut bedraagt. Veel van de moderne popmuziek en discomuziek uit de jaren zeventig en '80 is geschikt om een chachacha op te dansen, wat bijdraagt aan de populariteit van deze dans.
Typische begeleidingsinstrumenten in de chachacha zijn de ratelinstrumenten als de maraka, guiro en kabassa.